# Куршум-Джамі
Куршу́м-Джамі́ (крим. Qurşun Cami, Свинцева мечеть) — колишня кримськотатарська мечеть, яку відносять до початку XIV ст. Розташована в Старому Криму Феодосійського району Автономної Республіки Крим.
Назва «свинцева мечеть» відображає важливу конструктивну особливість: для більшої міцності майстри скріпляли облицювальні камені свинцевими перемичками. Важливою особливістю архітектури цієї мечеті є кам'яні контрфорси з обох боків — такі ж вертикальні виступи, що укріпляли зовнішню стіну, були в мечеті Ель-Акмар, збудованої 1125 року в Каїрі.

## Історія
Мечеть мала три мінарети — 45, 30 і 16 м. Дах виконаний із кованого заліза та оброблений позолотою. Споруда мала три виходи. З 1398 р. тут розташували текіє дервішів, яке 1474 р. відвідав відомий мандрівник Афанасій Нікітін і описав його в «Подорожі за три моря». Текіє діяло до 1572 р., потім із невідомих причин мечеть спорожніла. Уже зруйновану мечеть описував 1575 р. польський дипломат Мартін Бронєвський. Подальшого руйнування вона зазнала 1625 р. під час міжусобної сутички. Зруйнувала Куршум-Джамі 1944 р. авіабомба. Сьогодні від мечеті залишилися руїни та обнесена бетонним парканом